# Катастрофа Ан-22 под Брянском
Катастрофа Ан-22 под Брянском — авиационная катастрофа, произошедшая во вторник 21 декабря 1976 года в Брянской области с Ан-22 «Антей» советских ВВС, при этом погибли 8 человек.

## Самолёт
Ан-22 с заводским номером 03340501 и серийным 05-01 был выпущен Ташкентским авиационным заводом в 1973 году и затем передан Министерству обороны. Это был первый «Антей» 5-й серии, начиная с которой были внесены ряд конструктивных улучшений, в том числе в топливную систему, управления, электроснабжения и многие другие. Самолёт получил регистрационный номер CCCP-09318 и на момент катастрофы относился к 556-му военно-транспортному авиационному полку (базировался на аэродроме Сеща в Брянской области).

## Экипаж
Экипаж имел следующий состав:
- Командир корабля — майор В. А. Ефремов (зам. к-ра аэ);
- Штурман корабля — майор В. А. Паршин (штурман полка);
- Помощник командира корабля — капитан В. А. Арчибасов;
- Старший бортовой техник корабля — капитан А. С. Крючков;
- Старший бортовой техник по АО — ст. лейтенант Н.И. Щербак;
- Старший бортовой техник по ДО — капитан С. Г. Григорьев;
- Старший воздушный радист — прапорщик И. И. Кулаков;
- Инженер-экспериментатор АНТК — О. Ю. Земцов.

## Катастрофа
Самолёт выполнял экспериментальный полёт, в ходе которого проводились замеры вибронапряжения тяг управления. Полёт выполнялся на высоте 4000 метров по схеме «Большая коробочка» (полёт по кругу). Было выполнено уже три поворота, когда командир Ефремов при скорости 380 км/ч отклонил руль направления вправо. Но сделал он это на угол не 17°, как по заданию, а 23°, при этом элероны оставались в нейтральном положении. Такой манёвр привёл к тому, что «Антей» перешёл в режим крутого скольжения со снижением. Для вывода из скольжения лётчик должен был отдать штурвал «от себя», а затем вывести машину из крена, после чего, по достижении необходимой скорости, перевести машину в горизонтальный полёт. Но вместо этого Ефремов по ошибке резко потянул штурвал «на себя», что в данной ситуации привело к тому, что самолёт вышел на закритические углы атаки, перейдя в режим сваливания. «Антей» начал пикировать и потерял 3400 метров высоты, прежде чем на высоте 500—600 метров не был выведен в горизонтальный полёт. Однако из пикирования командир выходил настолько резко, что возникла перегрузка в 4 единицы, что оказалось выше допустимого, в результате началось разрушение правой плоскости крыла. Разрушаясь в воздухе, самолёт врезался в землю в районе Дубровки и взорвался, при этом все восемь человек на борту погибли.

## Причины
Причиной катастрофы была названа неудовлетворительная организация испытательного полёта, так как полёт выполнялся экипажем, который не был подготовлен для этого полёта.